# Кромбек рудий
Кромбек рудий (Sylvietta whytii) — вид горобцеподібних птахів родини Macrosphenidae.

## Поширення
Вид поширений в Східній Африці. Трапляється від Ефіопії до Мозамбіку. Живе у субтропічних або тропічних сухих та вологих лісах, а також субтропічних або тропічних вологих скребах.

## Опис
Дрібний птах, завдовжки до 9 см. Верхня частина тіла світло-сіра, нижня частина та голова — каштанові.

## Спосіб життя
Живиться комахами та іншими дрібними членистоногими. Розмножується в кінці сухого сезону, і на початку сезону дощів.

## Підвиди
- Sylvietta whytii jacksoni Sharpe, 1897 ;
- Sylvietta whytii loringi Mearns, 1911 ;
- Sylvietta whytii minima Ogilvie-Grant, 1900 ;
- Sylvietta whytii whytii Shelley, 1894.